# جون كليلاند (سائق سباقات)
جون كليلاند (بالإنجليزية: John Cleland)‏ هو سائق سيارة سباق بريطاني، ولد في 15 يوليو 1952 في Wishaw ‏ في المملكة المتحدة.